# Vuelo 2216 de Jeju Air
El vuelo 2216 de Jeju Air fue un vuelo internacional programado de pasajeros operado por Jeju Air desde el Aeropuerto Internacional Suvarnabhumi, cerca de Bangkok (Tailandia), hasta el Aeropuerto Internacional de Muan, en el Condado de Muan (Corea del Sur). El 29 de diciembre de 2024, el avión de pasajeros Boeing 737-800 que operaba el vuelo se aproximaba a Muan, cuando se produjo un impacto de aves. Los pilotos emitieron una alerta de socorro, realizaron una maniobra de aproximación frustrada y, en el segundo intento de aterrizaje, el tren de aterrizaje no se desplegó y el avión aterrizó de panza mucho más allá de la zona de contacto normal. Se salió de la pista, colisionó con el sistema de luces de aproximación y se estrelló contra un terraplén (berma) que recubría una estructura de hormigón que sostenía un conjunto de antenas para el sistema de aterrizaje instrumental.
La emisora local Yonhap informó que la colisión mató a los 175 pasajeros y a 4 de los 6 miembros de la tripulación.  Los 2 tripulantes de cabina supervivientes estaban sentados en la parte trasera del avión, que se desprendió del fuselaje, y fueron rescatados con heridas.  Tanto la grabadora de voz de la cabina como el registrador de datos de vuelo dejaron de funcionar unos segundos antes de la llamada de socorro, y posteriormente se encontró evidencia de un impacto de un ave, una especie de pato migratorio, en ambos motores.
Fue el accidente aéreo más mortífero de un avión de pasajeros de Corea del Sur desde el accidente del vuelo 801 de Korean Air en Guam en 1997, y el que más vidas se ha cobrado ocurrido en suelo surcoreano, superando el accidente del vuelo 129 de Air China en 2002. Además, fue el primer accidente con víctimas mortales en los 19 años de historia de Jeju Air;  es el accidente de aviación más mortal que involucra a un avión Boeing 737 Next Generation, superando al vuelo 752 de Ukraine International Airlines, que fue derribado en 2020; y el segundo más mortífero que involucra a un Boeing 737 detrás del accidente de 2018 del vuelo 610 de Lion Air.
Fue el desastre aéreo más grave de 2024.

## Aeronave

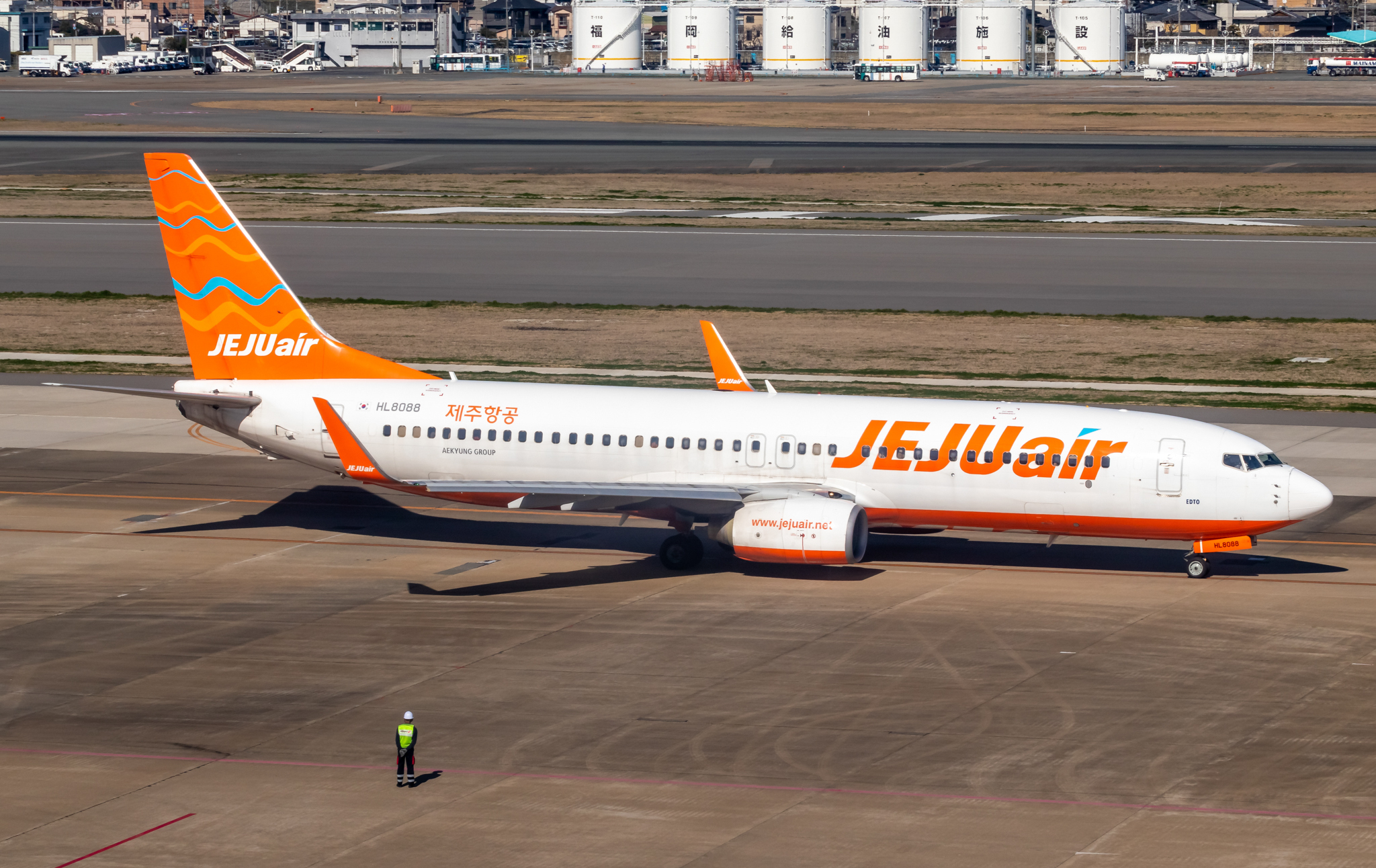
El avión accidentado fotografiado en marzo de 2023.

La aeronave involucrada en el accidente era un Boeing 737-8AS registrado como HL8088, y estaba equipado con dos motores CFM International CFM56-7B.
El 737 realizó su primer vuelo el 19 de agosto de 2009 y fue entregado nuevo a Ryanair con la matrícula EI-EFR, antes de ser entregado a Jeju Air en 2017.

## Pasajeros y tripulación de vuelo
De los 175 pasajeros, dos eran ciudadanos tailandeses y los otros 173 eran surcoreanos. El mayor a bordo era un hombre nacido en 1946, mientras que el más joven nació en 2021. De las 181 personas a bordo, 82 eran hombres y 93 mujeres. Cinco de los pasajeros eran menores de 10 años.
El piloto era empleado de Jeju Air desde 2019 y había acumulado más de 6820 horas de vuelo, mientras que el copiloto contaba con más de 1650 horas de vuelo. La tripulación también incluía a cuatro auxiliares de vuelo; dos de ellos fueron los únicos sobrevivientes del accidente, siendo rescatados de la parte trasera del avión y en estado consciente. Sufrieron heridas moderadas y graves, incluyendo fracturas en las costillas, el omóplato y la parte superior de la columna vertebral, y recibieron tratamiento médico en hospitales separados en Mokpo antes de ser trasladados a un hospital en Seúl. Los médicos notaron que ambos sobrevivientes parecían estar desorientados y no podían recordar lo que había sucedido inmediatamente después del aterrizaje.
La mayoría de los pasajeros regresaban a casa después de un paquete turístico navideño de cinco días a Bangkok, en el que la agencia de viajes que organizaba el viaje había alquilado el avión. Se informó que trece pasajeros eran funcionarios gubernamentales activos o anteriores a nivel provincial o local/municipal, ocho eran funcionarios públicos actuales o anteriores del condado de Hwasun-gun y cinco eran funcionarios administrativos de la Oficina Provincial de Educación de Jeonnam.
En total, se confirmó la muerte de 179 personas. Los bomberos locales dijeron que los pasajeros fueron expulsados del avión después de que chocara contra la barrera, lo que dejó pocas posibilidades de supervivencia. Los bomberos dijeron que algunos cuerpos estaban esparcidos a 100 o 200 metros del lugar del accidente, mientras que otros fueron encontrados mutilados o quemados entre los escombros.

## Accidente

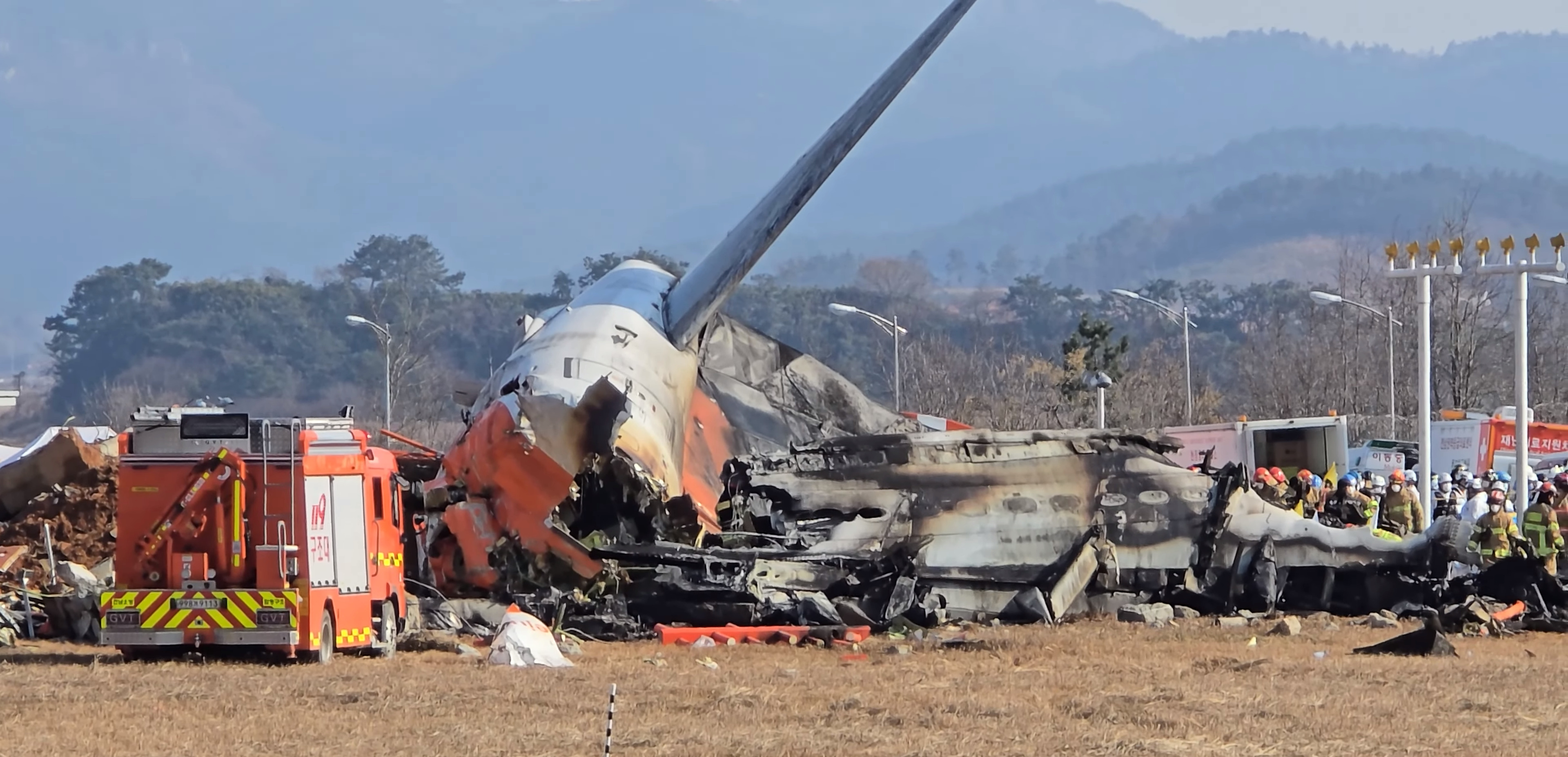
Vuelo 2216 de Jeju Air

El avión arrancó de la Terminal F, Puerta F6 del Aeropuerto de Suvarnabhumi (Tailandia) a las 2:11 AM ICT (UTC+7) y despegó de la pista 02R a las 2:28 AM. Llevaba 181 ocupantes: 175 pasajeros y seis miembros de la tripulación.
Mientras el avión se preparaba para aterrizar en el Aeropuerto Internacional de Muan en Corea del Sur, fue advertido a las 8:57 AM KST (UTC+9) sobre la posibilidad de un impacto con aves. Un minuto después, emitió una alerta de socorro. A las 9:00 AM, el avión intentó un aterrizaje de emergencia, viéndose obligado a dar una vuelta nuevamente después de que el tren de aterrizaje no se desplegara.  El accidente ocurrió entre las 9:03 y las 9:07 AM, cuando la aeronave intentó aterrizar nuevamente. Se salió de la pista mientras intentaba un aterrizaje de panza después de que su tren de aterrizaje principal no se desplegara. Las imágenes de video mostraron al avión deslizándose por la pista sin su tren de aterrizaje desplegado antes de chocar con un terraplén que sostenía el conjunto ILS y explotar. La sección de cola del avión se desprendió en el impacto, y el resto del avión se desintegró después del impacto con la pared.
Los servicios de emergencia recibieron múltiples llamadas alrededor de las 9:03 AM, y la respuesta al fuego emitió una emergencia de nivel 3, su alerta más alta. Según la Agencia Nacional de Bomberos, se enviaron 1562 efectivos, incluidos 490 bomberos y 455 policías. El incendio se extinguió en 43 minutos.
A las 13:36 horas, los bomberos habían pasado a las operaciones de búsqueda para recuperar los cuerpos. Se instaló una morgue temporal en el lugar para manejar los cuerpos recuperados de los escombros, y se habilitó una sala de espera para los familiares de las víctimas en el aeropuerto, con funcionarios públicos asignados a cada familia para brindar apoyo mientras esperan noticias del accidente. Más tarde en la noche, los miembros de las familias fueron alojados temporalmente en los dormitorios de la Universidad Nacional de Mokpo.

## Investigación
En una conferencia de prensa, Lee Jeong-hyun, jefe de bomberos de Corea del Sur, dijo que se creía que la causa de la falla del tren de aterrizaje había sido el clima adverso combinado con un impacto de aves; sin embargo, el clima alrededor del aeropuerto en el momento del accidente era favorable, casi sin viento, lluvia o nubes, y la distancia de visibilidad era de 9 kilómetros (5,6 millas). Los analistas de aviación respondieron que se necesitaban más pruebas antes de que las autoridades surcoreanas pudieran determinar definitivamente qué podría haber causado el accidente.
Seis minutos antes del accidente, el control de tráfico aéreo del aeropuerto emitió una advertencia de un posible impacto de aves. Un minuto después, el piloto declaró un mayday. El Aeropuerto Internacional de Muan tiene la tasa más alta de impactos de aves de los 14 aeropuertos regionales de Corea del Sur. Aunque el número absoluto de impactos es pequeño en términos estadísticos, la tasa de impactos del 0,09% de los vuelos es significativamente mayor que la de otros aeropuertos importantes como Gimpo (0,018%) y Jeju (0,013%). Según los expertos, los impactos de aves son cada vez más comunes. Con el desarrollo gradual del terreno alrededor del aeropuerto, las rutas que toman las aves en el área son cada vez más inciertas, y, con el cambio climático, las aves migratorias tienden a convertirse en aves residentes.
Algunos expertos en aviación pidieron una investigación exhaustiva para determinar si el accidente fue causado por el impacto de un pájaro, un defecto en la estructura del avión o un mantenimiento deficiente. Kim In-gyu, director del Centro de Educación de Vuelo de la Universidad Aeroespacial de Corea, afirmó que era inusual que fallaran los tres trenes de aterrizaje, ya que el segundo motor se habría puesto en marcha, pero no lo hizo.

### Impacto con aves
Seis minutos antes de la colisión y un minuto antes de que las grabadoras de vuelo dejaran de grabar, el control de tráfico aéreo emitió una advertencia de aves en la proximidad, un peligro para los aviones. Poco después, los pilotos reconocieron la presencia de una bandada de pájaros volando por debajo de la aeronave. Un minuto después, el piloto declaró un mayday. Las autoridades reportaron que un impacto con aves pudo haber causado una falla que afectó el sistema de control hidráulico del tren de aterrizaje, y que no hubo tiempo para que los pilotos desplegaran manualmente el tren de aterrizaje. El 7 de enero de 2025, la Junta de Investigación de Accidentes de Aviación y Ferrocarriles confirmó que el vuelo 2216 experimentó una colisión con aves después de que fueran encontradas plumas en uno de los motores. El Aeropuerto Internacional de Muan tiene la tasa más más alta de impactos con aves de los 14 aeropuertos regionales de Corea del Sur, con una tasa de impactos de 0.09%. Antes del accidente se habían registrado diez casos de impactos con aves en Muan desde 2019. Aunque el número absoluto de colisiones es pequeño en términos estadísticos, la tasa de colisiones de 0.09% de los vuelos es significativamente mayor a la de otros aeropuertos como Gimpo (0.018%) y Jeju (0.013%). El aeropuerto fue construido cerca de los principales hábitats y zonas de alimentación de aves, como el lago Yeongsan y las marismas de la costa suroeste. El desarrollo en tierras cercanas ha causado que la población de aves locales tome rutas cada vez más erráticas, y el cambio climático llevó a que muchas especies de aves migratorias se convirtieran en aves residentes. El diario Chosun Ilbo informó que las evaluaciones de impacto ambiental habían recomendado el despliegue de cañones de sonido, láseres y luces de advertencia en el aeropuerto, pero su implementación fue retrasada debido a las obras de ampliación de la pista.
En evaluaciones previas se expresó preocupación por los planes de ampliar la longitud de la pista del aeropuerto, de 2800 a 3160 metros para 2025, y que existían al menos tres hábitats de aves adyacentes al aeropuerto, con una población de aves de hasta 1760 ejemplares. Las regulaciones oficiales requieren que una sola pista operada por nueve horas o menos requieren un mínimo de cuatro personas para ahuyentar a las aves, pero se encontró que solo una persona se encontraba en servicio el día del accidente. El diario The Korea Times, citando a un funcionario de la sede de la investigación, informó que la investigación también examinaría el impacto de la distancia declarada acortada.
Kim In-gyu, director del Centro de Educación de Vuelo de la Universidad Aeroespacial de Corea, afirmó que era inusual que fallaran los tres trenes de aterrizaje, y que «era difícil concluir que un solo impacto con aves fuera responsable». Otros expertos señalaron que incluso con la falla de una turbina, la segunda hubiera sido capaz de suministrar energía para desplegar el tren de aterrizaje.
Investigadores encontraron sangre y plumas de aves dentro de ambas turbinas en el lugar del accidente, que fueron identificadas como pertenecientes a la cerceta del Baikal, una especie de pato migratorio. La Agencia Nacional de Recursos Biológicos (NBRA) analizó diecisiete muestras que incluían algunas de las manchas de sangre y plumas. El investigador Lee Seung-yeol, jefe de la Junta de Investigación de Accidentes de Aviación y Ferrocarriles, confirmó que se había presentado un impacto con aves.

### Inversor de empuje y flaps
El profesor Choi Kee-young, de la Universidad de Inha, informó que un inversor y los flaps aparentemente no funcionaron. Después de revisar imágenes del accidente, el profesor Shawn Pruchnicki, de la Universidad Estatal de Ohio, comentó que «el inversor de empuje, utilizado para reducir la velocidad del avión después de tocar la pista, parecía estar activado en una sola de las turbinas, lo cual es inusual». Keith Tonkin, de Aviation Projects en Brisbane, Australia, dijo que los flaps en las alas no se habían extendido durante el aterrizaje, y que el avión estaba avanzando en la pista más rápido que la velocidad de aterrizaje normal.
Kim Kwang-il, profesor de Ciencias Aeronáuticas de la Universidad Silla en Busan, Corea del Sur, señaló el breve intervalo entre la llamada de mayday y el momento de la colisión, diciendo que «el piloto probablemente juzgó que intentar aterrizar era más seguro que tratar de mantenerse en el aire sin la potencia de una turbina». Otros especialistas expresaron su creencia de que la decisión de un aterrizaje apresurado sobre la panza del avión estuvo influenciada por los humos que entraban en la cabina y la preocupación por el fuego en la turbina, pero el hecho de no quemar combustible de antemano contribuyó a la gravedad del accidente.

### Terraplén en el aeropuerto

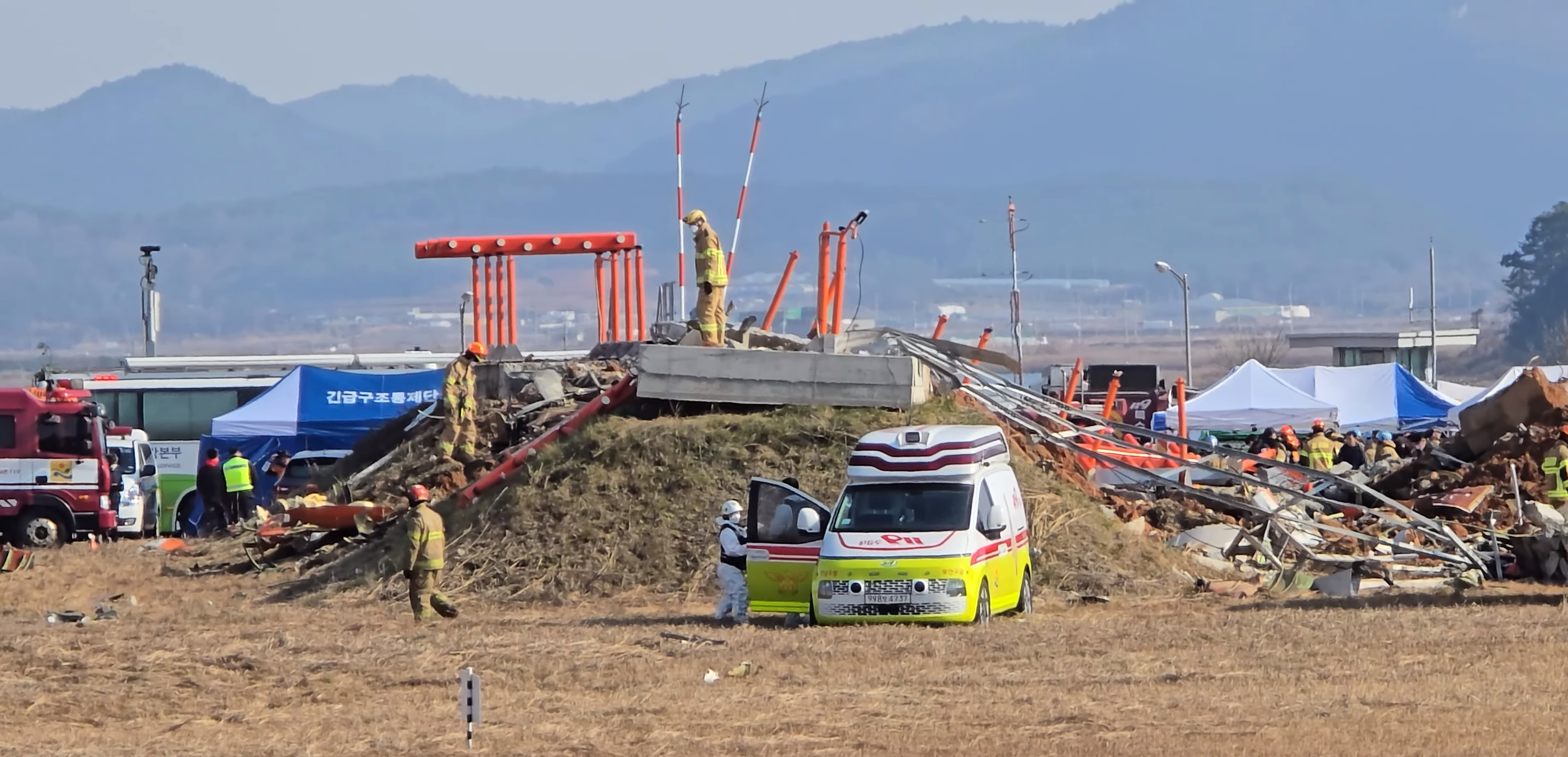
Estructura de hormigón que sostenía el localizador

Kim Kwang-il criticó también la presencia del terraplén con el que chocó el avión, diciendo que el aterrizaje de emergencia se realizó de manera hábil, y que el avión «podría haber patinado más y detenerse naturalmente» de no haber sido por el terraplén, que violaba las normas internacionales de seguridad de aviación contra la presencia de obstrucciones sólidas. David Learmount, experto en seguridad de aviación, comentó a Sky News que el avión «seguía intacto» después de tocar tierra y permaneció así hasta que impactó con el terraplén, y añadió también que: «Ese tipo de estructura no debería estar ahí. Es horrible. Increíblemente horrible. Tener un objeto sólido a unos 200 metros o menos al final de la pista, nunca antes he visto algo así en ningún otro lugar».
La barrera en cuestión era una estructura de concreto sobre un terraplén, localizado a unos 202 metros al final de la pista.Sostenía un localizador, un conjunto de antenas para el sistema de aterrizaje instrumental que ayuda a la navegación de los aviones. Oficiales del aeropuerto dijeron que el localizador se elevó al nivel de la pista para asegurar su correcto funcionamiento debido al terreno inclinado al final de la pista. El terraplén y los pilares de concreto estuvieron ahí desde la inauguración del aeropuerto, pero en 2023 la estructura se modificó con la adición de una losa de hormigón en la parte superior. Las observaciones en el manual de operaciones del aeropuerto, publicado por la Corporación de Aeropuertos de Corea el 9 de mayo de 2024, decían que la barrera estaba demasiado cerca del final de la pista, y recomendaban realizar una revisión de la ubicación del equipo.
Simon Hatfield, consultor de seguridad de aviación, criticó el uso del terraplén para colocar el localizador a la altura correcta, diciendo que el avión simplemente habría atravesado el localizador y se habría detenido de haber estado el localizador en un terreno más plano. También se hicieron comparaciones con los localizadores del Aeropuerto Internacional de Gimpo, donde están instalados directamente a nivel del suelo, y con el Aeropuerto Internacional de Incheon, donde están instalados a menos de 7.5 cm por encima del suelo. Además, los localizadores en ambos aeropuertos están colocados en estructuras diseñadas para ser frágiles, o para romperse en caso de un impacto, lo que se considera la mejor práctica a nivel mundial. Un oficial del Ministerio de Transporte comentó que había planes para evaluar la seguridad de las estructuras de soporte de localizadores de otros aeropuertos.
Las directrices de la Organización de Aviación Civil Internacional (OACI) establecen que debe haber una área de seguridad de 90 metros al final de las pistas, y recomiendan también un área de 250 metros al final de las pistas debido a los riesgos de colisión asociados con las estructuras cercanas a las pistas. El terraplén involucrado estaba a más de 250 metros del final de la pista. Según funcionarios surcoreanos, la pista había sido construida siguiendo los estándares. También la compararon con otros aeropuertos de Europa y Estados Unidos, señalando que tenían estructuras similares a las del Aeropuerto Internacional de Muan. Las directrices de la OACI, que se revisan periódicamente, fueron adoptadas por la mayoría de los aeropuertos.
El periódico The Wall Streer Journal reportó en su cobertura del problema con el terraplén que las directrices de los Estados Unidos recomendaban un área más extensa de seguridad que el de las directrices del OACI. Del año 2000 al 2024, los Estados Unidos gastaron más de 3 mil millones de dólares en mejorar más de mil áreas de seguridad en sus pistas; esta inversión se vio acelerada después del accidente del vuelo 1420 de American Airlines en 1999, en el que 11 personas murieron después de que el avión fallara en detenerse y colisionara con un sistema de luces de aproximación no frangible.
El 22 de enero de 2025 se anunció que la estructura sería retirada y se instalaría en su lugar una nueva, hecha de materiales más fáciles de romperse al impacto.